# Lancheira

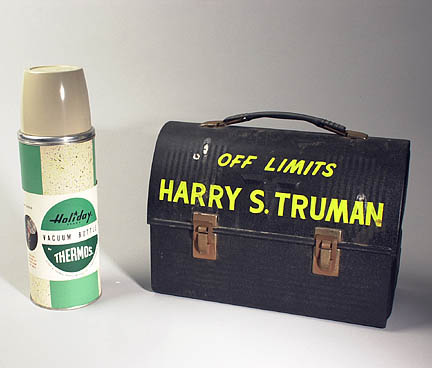
Uma lancheira para operários utilizada por Harry S. Truman, 33º presidente dos Estados Unidos

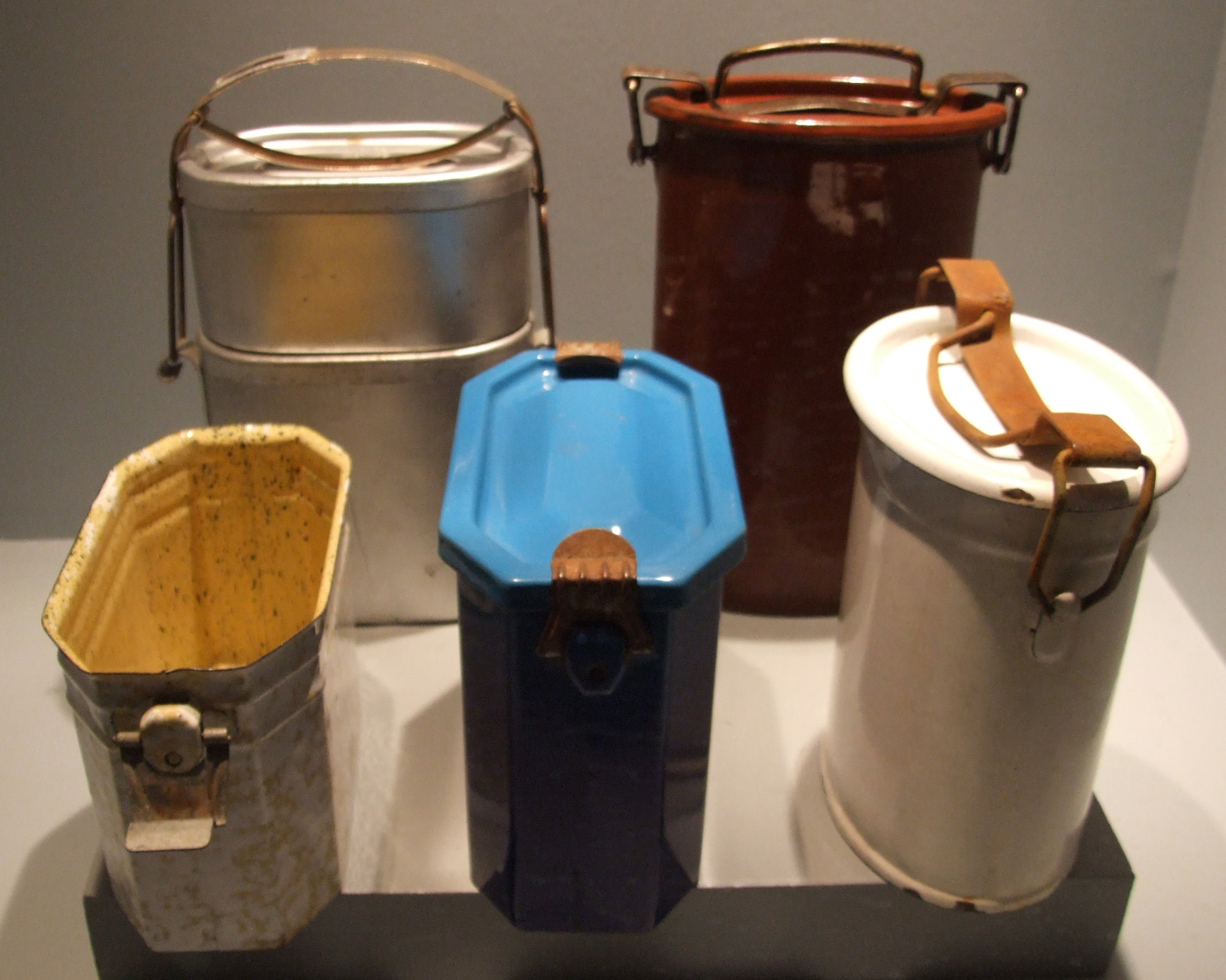

Lancheira ou merendeira é uma maleta de mão de tamanho reduzido para transportar refeições (lanches, pequenos bolos, tortas, pastéis) e bebidas. Seu uso é feito sobretudo por escolares e operários fabris e da construção civil. Relata-se ainda o uso da expressão lancheira de aniversário, que consiste em um depósito, sacola, maleta ou compartimento de formato diversificado, destinado a guardar as guloseimas a serem distribuídas às crianças, geralmente após a canção de Parabéns a Você. Podem ser decoradas com o tema da festa, possuindo desenhos ou cores relacionadas. 
No Brasil, para adultos, também é comum o uso de caixas metálicas contendo refeições completas, denominadas marmita ou quentinha, normalmente aquecidas a banho-maria em fogões improvisados.